# Crocidura rhoditis
Crocidura rhoditis es una especie de musaraña (mamífero placentario de la familia Soricidae).

## Distribución geográfica
Es endémica de Célebes.